# وابامون، نیوبرانزویک

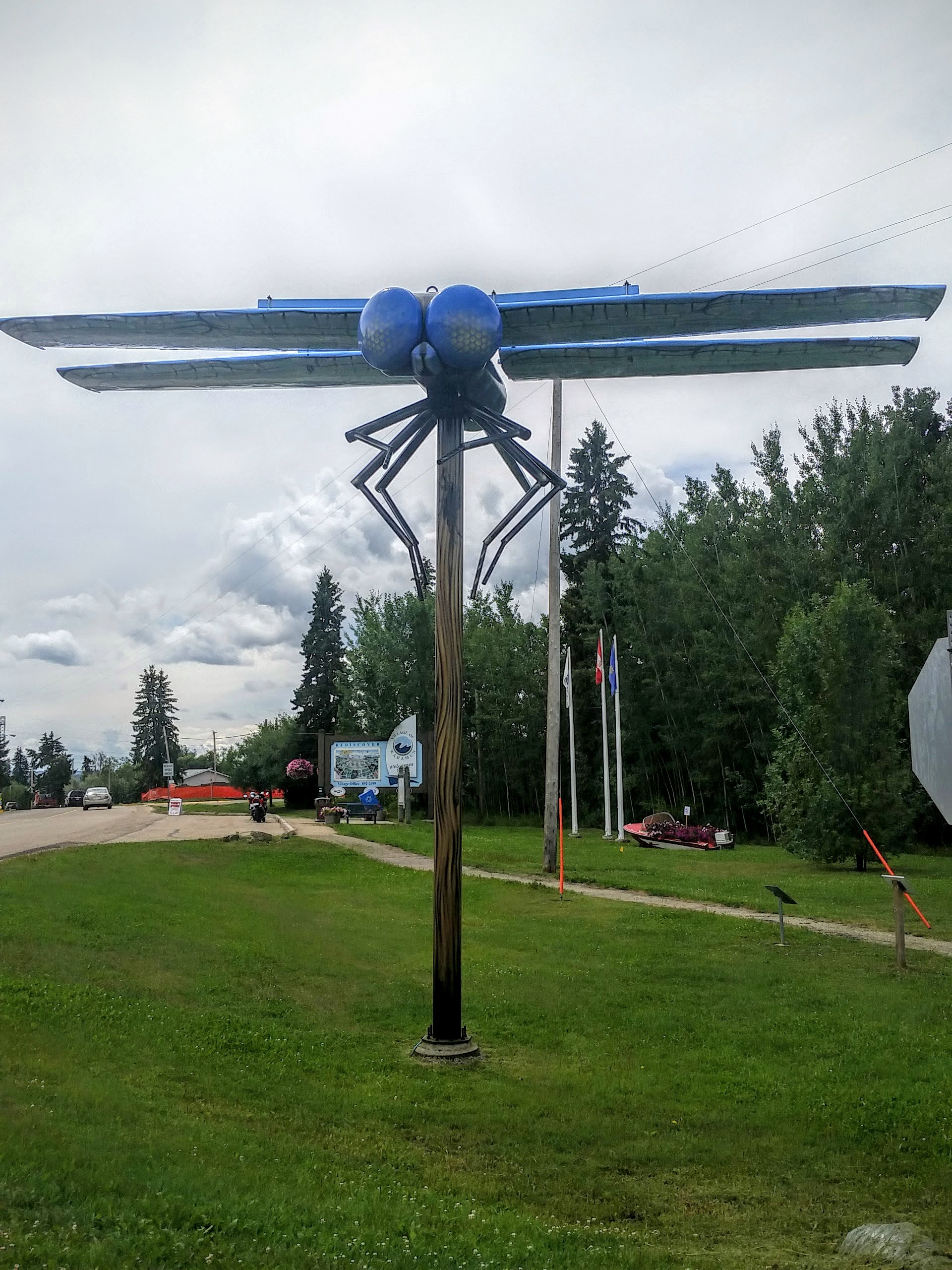
وابامون، نیوبرانزویک

وابامون، نیوبرانزویک (به انگلیسی: Wabamun, Alberta) یک منطقهٔ مسکونی در کانادا است که در آلبرتا واقع شده‌است. وابامون ۶۸۲ نفر جمعیت دارد و ۷۴۰ متر بالاتر از سطح دریا واقع شده‌است.